# Автобан A3 (Швейцарія)
Автобан A3 — автомагістраль на північному сході Швейцарії, що проходить по діагоналі від Франції до південно-східного кордону та проходить повз Цюрих. Загальна протяжність автомагістралі А3 становить приблизно 180 кілометрів, але частини дороги поділяють ділянки автомагістралей A1 і A2.
A3 належить до швейцарської мережі автомагістралей. Вона починається на кордоні в Базелі, де з'єднується з французькою автострадою A35. Від розвилки автомагістралі Wiese маршрут спільний з A2.

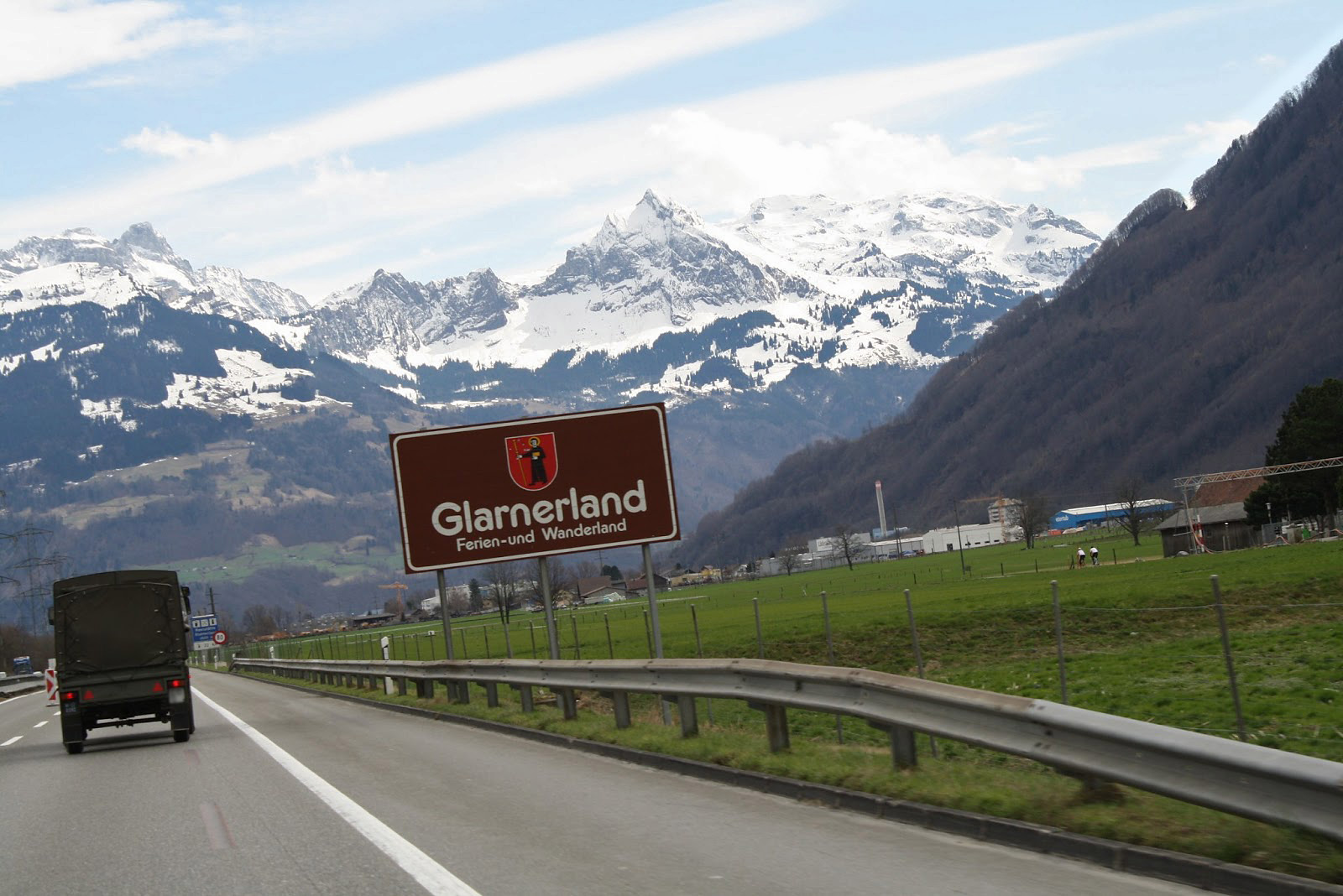
Гларнерські Альпи, які видно з автостради A3, кантон Гларус, Швейцарія.

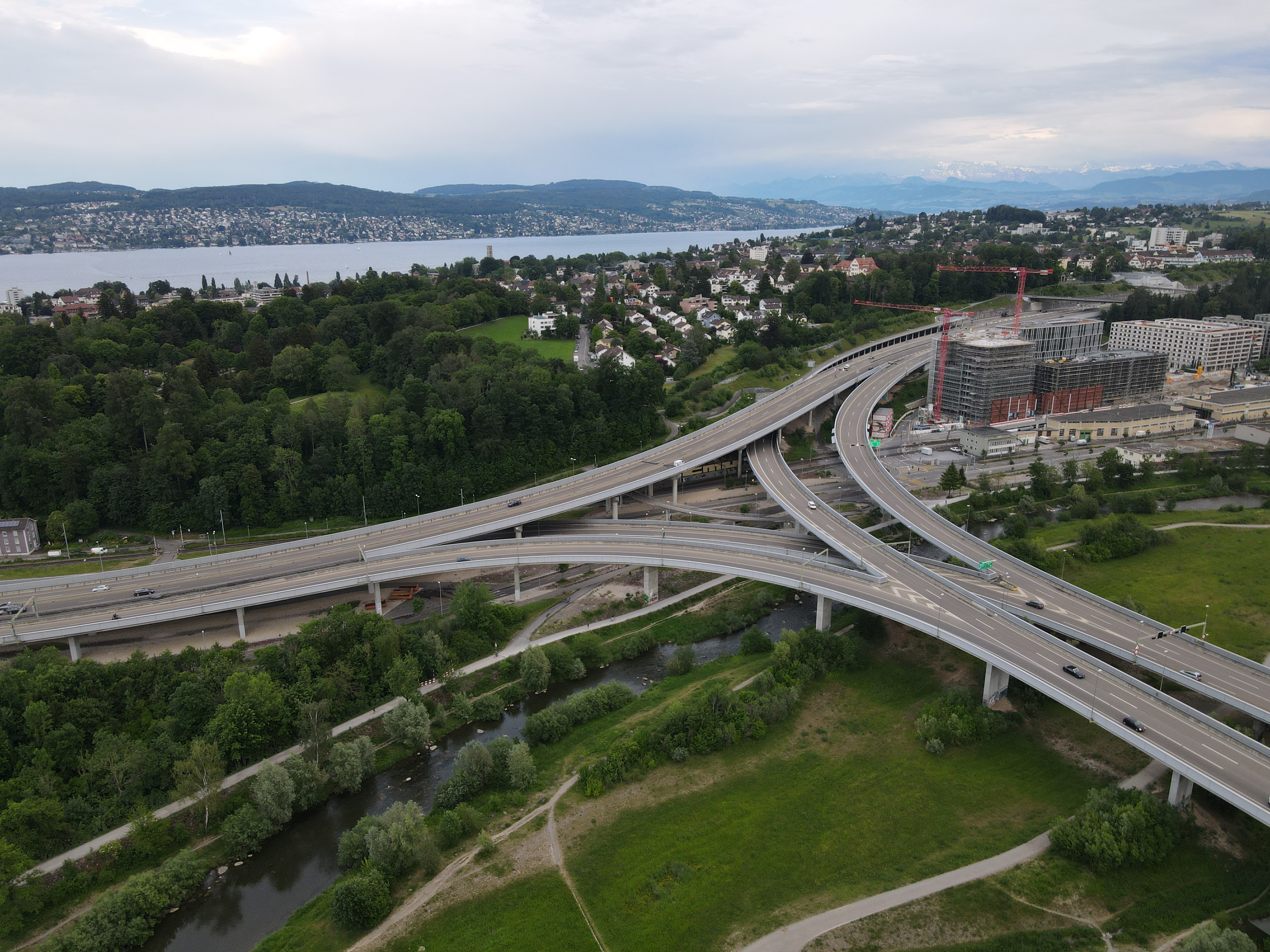
Автомагістраль A3 на перехресті з тунелем Утліберг у Воллісгофені, Цюрих.

В Аугсті автомагістраль розділяється, де A2 відгалужується, а A3 продовжується повз Райнфельден і Фрік. Після тунелю Бьозберг знаходиться розгалуження автомагістралі Біррфельд, поблизу Бірменсторфа. Тут A1 і A3 мають спільний маршрут до розв‘язки Лімматталь, де A3 прямує до Урдорфа, та тунель Утліберг, який було відкрито 4 травня 2009 року. Після Цюриха автомагістраль пролягає через пагорби південно-східного берега Цюрихського озера. Вона продовжується вздовж Валензее (Валенське озеро) і далі до Мельса, де закінчується на перехресті з A13.